# Comuna Novomîkolaiivka, Lîmanskîi
Novomîkolaiivka (în ucraineană Новомиколаївка) este o comună în raionul Kominternivske, regiunea Odesa, Ucraina, formată din satele Kapitanivka, Novomîkolaiivka (reședința) și Oleksandrivka.

## Demografie
Componența lingvistică a comunei Novomîkolaiivka
     Ucraineană (94,64%)
     Rusă (3,85%)
     Română (1,06%)
     Alte limbi (0,46%)
Conform recensământului din 2001, majoritatea populației comunei Novomîkolaiivka era vorbitoare de ucraineană (94,64%), existând în minoritate și vorbitori de rusă (3,85%) și română (1,06%).